# Crin
Crinul este numele popular al genului Lilium, un gen de plante cu flori erbacee ce cresc din bulbi. Cele mai multe specii sunt native emisferei nordice temperate. Ele cuprind un gen de circa 110 specii din familia crinului (Liliaceae).
Au o importanță culturală și literară în mare parte a lumii. Unele specii sunt, uneori, cultivate sau recoltate pentru bulbii comestibili. Speciile în acest gen sunt adevărații crini. 

## Toxicitate
Unele specii de Crin sunt toxice pentru pisici. Acest lucru este cunoscut mai ales în cazul Crinului longiflorum, deși alte Lilium și Crin sălbatic, care nu are legătură între ele, pot provoca, de asemenea, aceleași simptome. Adevăratul mecanism de toxicitate este nedeterminat, dar implică afectarea epiteliului tubular renal (care compune substanța rinichiului și secretă, colectează și conduce urina), ceea ce poate provoca insuficiență renală acută. Ar trebui să se apeleze de urgență la un medic veterinar pentru orice pisică suspectată că a mâncat orice parte a unui crin - inclusiv pentru a linge polenul care ar fi putut să-i atingă blana.

## Cultivare
Multe specii sunt cultivate pe scară largă în grădina din regiunile temperate, subtropicale și tropicale. Au fost creați numeroși hibrizi ornamentali. Acestea sunt folosite în borduri ierboase, în plantații de pădure și de arbuști și ca plante de terasă. Unii crini, în special Lilium longiflorum, formează importante culturi de flori tăiate sau plante în ghiveci. Aceștia sunt forțați să înflorească în afara sezonului normal de înflorire pentru anumite piețe; de exemplu, Lilium longiflorum pentru comerțul de Paște, când poate fi numit crin de Paște.

## Simbolistică
În creștinismul apusean, Lilium candidum e asociat cu Fecioara Maria, cel puțin din Evul Mediu. Portrete medievale și renascentiste ale Fecioarei Maria, mai ales la Buna Vestire, adesea o prezintă cu aceste flori. Lilium candidum sunt deseori băgate în reprezentări ale învierii lui Cristos. Lilium longiflorum e simbolul Paștilor, în timp ce Lilium candidum poartă o mare valoare simbolică în multe culturi. 

### Vechiul Testament
- 1 Regi VII:19: "Capitelurile de pe vârfurile stâlpilor aveau fiecare forma unei cupe de crin, cu deschizătura de patru coți.";
- 2 Cronici IV:5: "Grosimea ei era de un lat de palmă, iar marginea ei era ca marginea unei cupe, ca floarea de crin. Trei mii de bat încăpeau în ea.";
- Cântarea cântărilor II:1-2: "Eu sunt narcisul din câmpie, sunt crinul de prin vâlcele. Cum este crinul între spini, așa este draga mea între fete.";
- Cântarea cântărilor IV:5: "Cei doi sâni ai tăi par doi pui de căprioară, doi iezi care pasc printre crini.";
- Cântarea cântărilor VI:2-3: "Iubitul meu/ s-a pogorât întru grădina lui,/ acolo 'ntre răzoare de miresme/ să-și pască turma și s-adune crini./ A lui sunt eu, a lui, iubitul meu,/ și el, iubitul meu, îmi este-al meu./ El turma lui și-o paște printre crini.";
- Osea XIV:5: "Locuințele lor le voi face la loc,/ pe ei îi voi iubi fără 'ndoială,/ că Mi-am întors mânia dinspre ei.".

### Noul Testament
- Matei VI:28-29: "Iar de îmbrăcăminte, de ce purtați grijă? Luați seama la crinii câmpului cum cresc: nu se ostenesc, nici nu torc, dar v-o spun Eu vouă că nici Solomon, în toată slava lui, nu s-a îmbrăcat ca unul din ei[9]!";
- Luca XII:27: "Priviți crinii cum cresc; nu torc, nici nu țes, dar vă spun Eu vouă că nici Solomon, în toată slava lui, nu s-a îmbrăcat ca unul din ei.".